# Катріель Санчес
Катріель Санчес (ісп. Catriel Sánchez, нар. 17 липня 1998, Лас-Варільяс) — аргентинський футболіст, форвард клубу «Карпати» (Львів).

## Клубна кар'єра
Вихованець молодіжної спортивної системи «Тальєрес» (Кордова) і дебютував за цей клуб у аргентинській Прімері у червні 2017 року. У лютому 2018 року, було оголошено, що він близький до підписання контракту з українськими «Карпатами».
1 березня 2018 року він увійшов до складу львівського клубу на правах річної оренди з правом викупу. За рік аргентинець зіграв лише у 9 іграх Прем'єр-ліги, відзначившись лише одним голом, тому український клуб відмовився від викупу гравця і 2 січня 2019 року він повернувся в «Тальєрес» (Кордова).

### Збірна
У червні 2016 року був вперше викликаний до молодіжної збірної Аргентини до 20 років